# マズールィ地区
マズールィ地区（マズールィちく、波：Okręg mazurski）、もしくは第四地区（Okręg IV）は、1945年から1946年にかけてポーランド共和国臨時政府及び挙国一致臨時政府が暫定的に設置した県四つ中の一つである。位置は旧東プロイセン南部に相当する。（北部は現在、ロシアのカリーニングラード州になっている。）
1945年9月25日、西側の国境地域はグダニスク県へと東側国境はビャウィストク県に編入され、1945年12月にソビエト連邦はバグラティオノフスクからポーランドを追放して町はソ連に併合した。マズールィ地区は1946年6月まで存在したが、その後廃止になった。
地方長は事実上の弁護士であったスタニスワフ・ピアスコウスキーが就任した。

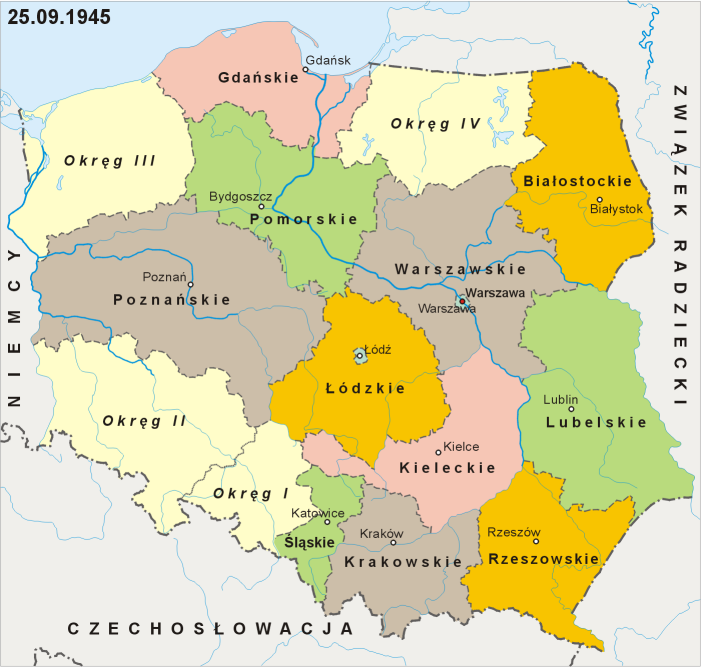
1945年9月から1946年6月までのポーランドの行政区画。

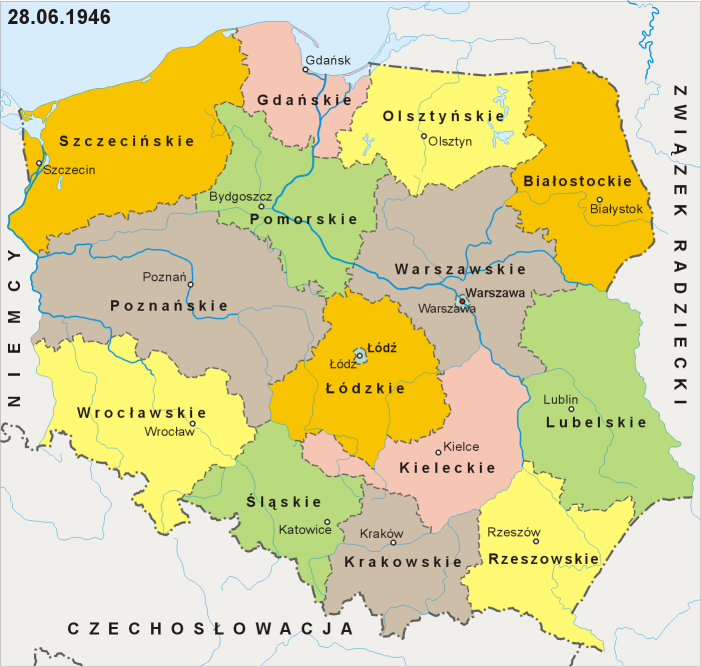
1946年6月以降のポーランドの行政区画。